# Texcotzingo
Texcotzingo (ou Tetzcotzingo ) est considéré comme l'un des premiers jardins botaniques des Amériques, avec les jardins de Moctezuma à Huastepec. Les jardins et le site archéologique sont situés à environ 30 km au nord-est du centre de Mexico, au Mexique.
Texcotzingo est adjacent à la capitale aztèque de Texcoco et a servi de jardin impériaux d'été, resplendissant de tous les atours royaux de l'époque, y compris des résidences impériales et de cours et de fantastiques ouvrages hydrauliques. Cependant, Tetzcotzingo doit également être considéré comme un espace hédoniste/sacré, un espace agricole, une déclaration ou un emblème politique, un espace de représentation avec des travaux de terrassement.

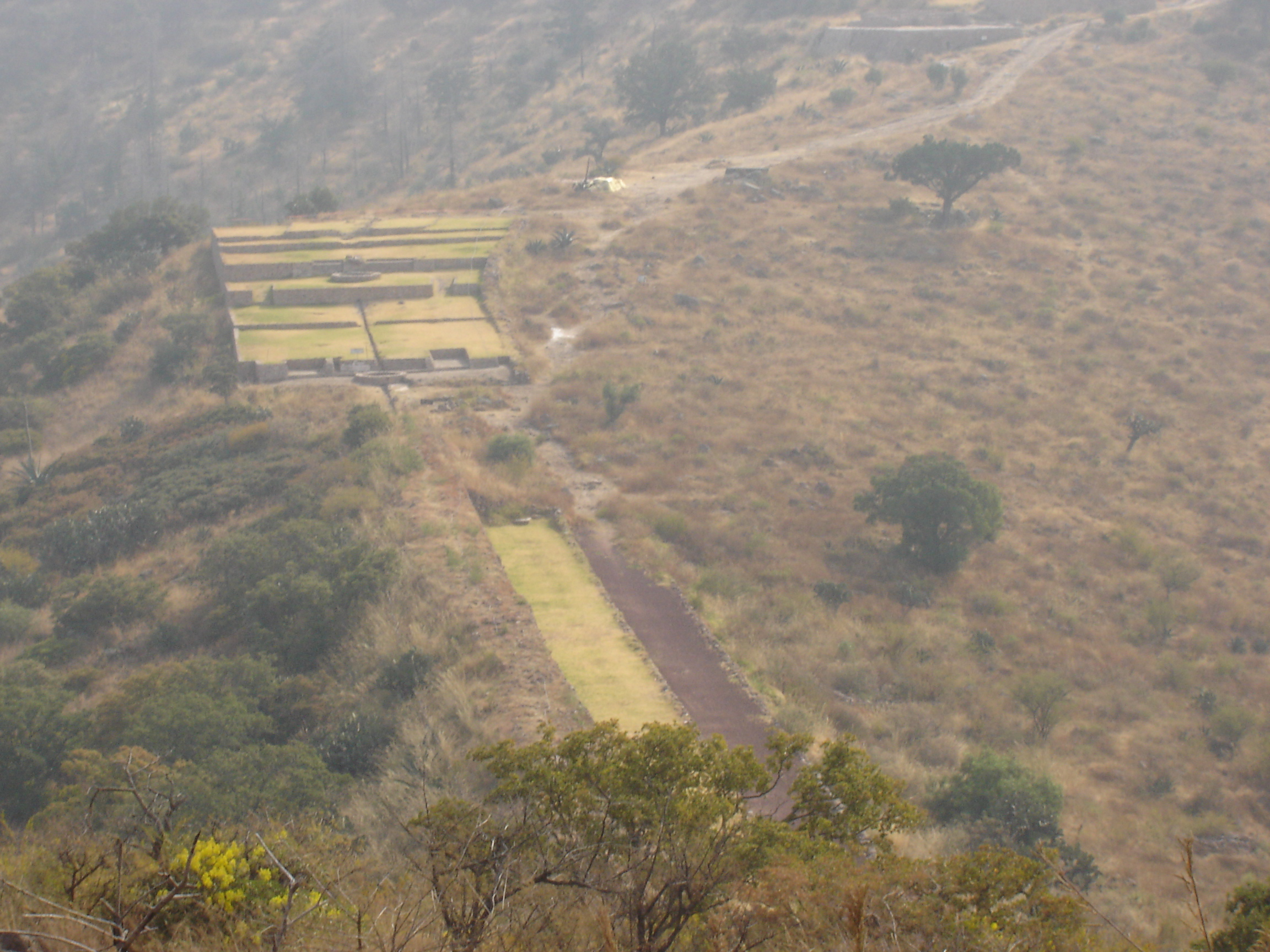
Vue depuis le deuxième niveau

## Histoire

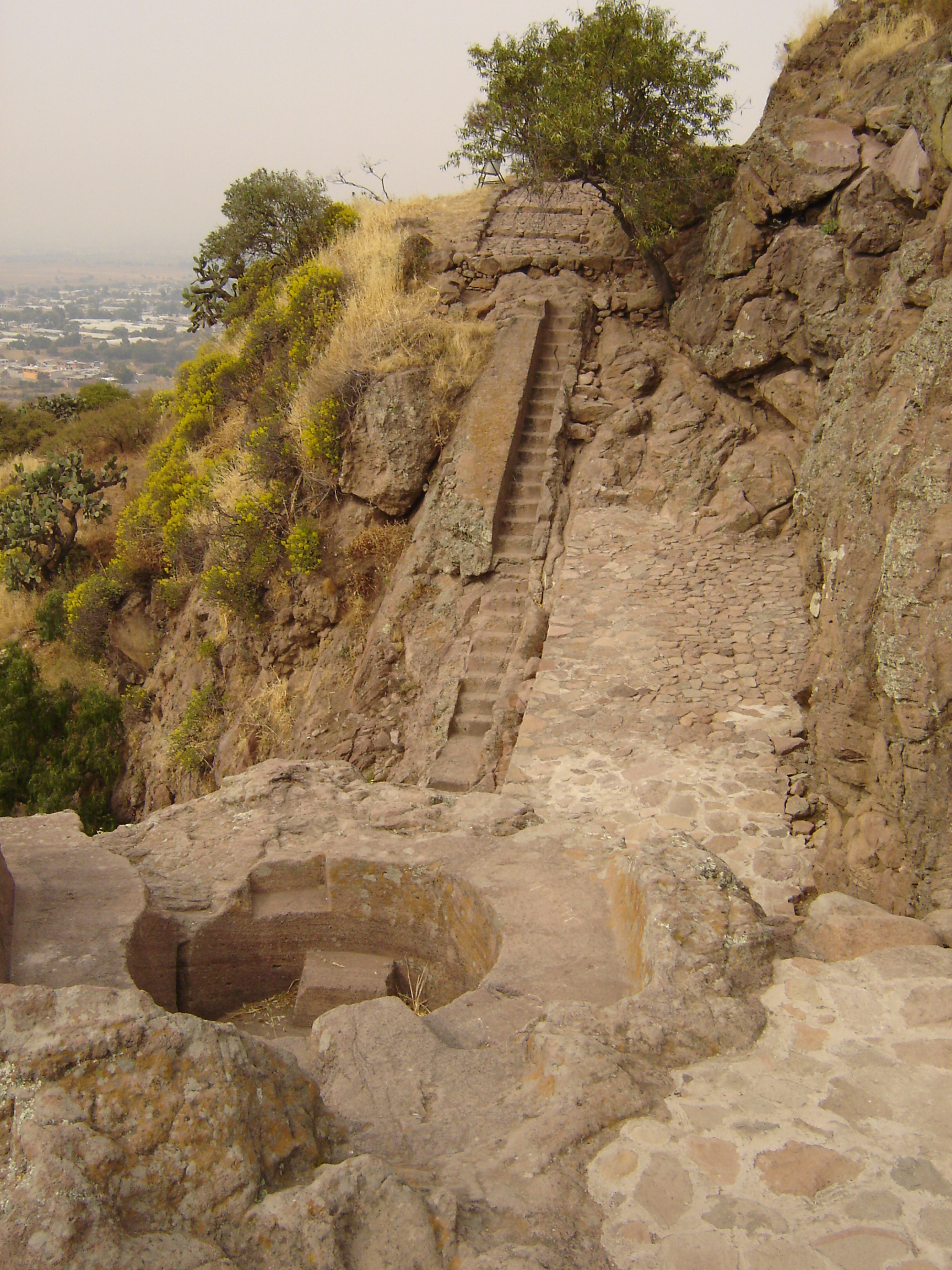
Structure connue sous le nom de« el Baño del Rey »

Texcotzingo fut conçu et créé par Nezahualcoyotl, alors dirigeant de Texcoco, au XVe siècle apr. J.-C.,. Ces jardins impériaux servaient à la collecte et à l'exposition de spécimens de plantes et d'animaux, en vue d'une compréhension encyclopédique de la flore et de la faune de l'ensemble de l'empire aztèque, ainsi qu'à la culture de plantes médicinales. Ils furent conçus comme un lieu de satisfaction sensuelle d'une part et comme une recréation du paradis d'autre part. Dédié au dieu de la pluie Tlaloc (Celui qui fait germer les plantes), Texcotzingo fut conçu en intégrant les mythes aztèques à travers des sculptures représentant des dieux et le respect des nombres sacrés (comme le nombre 52).
De nouveaux projets hydrauliques et des jardins en terrasse ont transformé les terres auparavant ingrates en jardins luxuriants permettant la culture de plantes comestibles contenant les trois aliments de base omniprésents dans les Amériques : le maïs, les haricots et les courges. Les voies d'eau ont également été utilisées pour relier des bassins qui avaient une signification historique et mythique. Ces liens sont soulignés par des sculptures monolithiques et des représentations symboliques, réaffirmant ainsi le lien de l'empire aztèque avec les cosmographies mythiques et les empires précédents. Un exemple clair est celui d'un bain/piscine flanqué de trois grenouilles représentant les trois cités-états de Tenochitlan, Texcoco et Tlacopan, les villes qui constituaient la Triple Alliance aztèque. Les bains du site de Texcotzingo étaient taillés dans la roche et entourés de jardins luxuriants et d'installations hydrauliques.
Les manifestations esthétiques des mythes pratiqués, essentiels à la culture aztèque, occupaient également une place importante à Texcotzingo, avec des espaces conçus pour la représentation de la poésie, du chant, de la danse et des discours publics ou des prières. Cette idée de la transformation de la montagne de Texcotzingo en art, et la vision que la montagne elle-même était de l'art, dans la mesure où elle avait une signification particulière (mythique ou autre) dans la culture précolombienne, classent Texcotzingo comme une oeuvre monumentale de remblais. Dans la conception de Texcotzingo, il existe également un lien tangible entre les idées d'art, de culture et de nature qui se manifestent dans les roches et les sculptures, dans la flore et les plantations existantes et autres.